# Рудольф Жаганьский
Рудольф Жаганьский (пол. Rudolf żagański, нем. Rudolf von Sagan; 1411/1418 — 18 сентября 1454, битва под Хойницами) — князь Жаганьский (1439—1454), правил вместе со своими братьями Вацлавом и Яном II (до 1449 года) и Бальтазаром.

## История
Представитель силезской линии польской династии Пястов. Второй сын Яна I (ок. 1385—1439), князя Жаганьского (1403—1439), и Схоластики Саксонской (1393—1463), старшей дочери курфюрста Рудольфа III Саксонского.
В апреле 1439 года после смерти князя Яна I его сыновья Бальтазар, Рудольф, Вацлав и Ян II получили в совместное владение Жаганьское княжество в Силезии. В 1449 году произошел новый передел Жаганьского княжества. Рудольф вместе с Бальтазаром получили часть княжества со столицей в Жагане, а младшие братья Вацлав и Ян II стали владеть Пшевузской землей.
В 1450 году Рудольф отправился вместе со старшим братом Бальтазаром в паломничество в Рим. Там он поклялся сражаться за христианскую веру, что свидетельствовало о его сильной религиозной приверженности. Это нашло также подтверждение в письменных источниках, а именно в «Хронике аббатов жаганьских», где князь упоминается как человек благочестивый.
В 1454 году князь Рудольф Жаганьский принял участие в Тринадцатилетней войне на стороне Тевтонского ордена против Польского королевства. Собрав под своим началом около 1900 вооруженных пехотинцев и всадников, он прибыл в Свидвин. Он не был единственным силезским князем, воевавшим на стороне Ордена. Вместе с чешским военачальником Бернардом Шумборским Рудольф Жаганьский командовал 15-тысячным орденским войском в битве под Хойницами 18 сентября 1454 года, где польско-шляхетское ополчение понесло полное поражение. В сражении погибло около трех тысяч человек со стороны поляков, а около 300 рыцарей было взято в плен. В битве князь Рудольф не выжил — он погиб в начале сражения, после решительной атаки тяжелой польской кавалерии. Не известно, где он был похоронен.
После гибели Рудольфа, не оставившего потомства, его старший брат Бальтазар (1410/1415 — 1472) стал единоличным правителем Жаганьского княжества, что вызвало недовольство его младшего брата Яна II.